# 宮澤美智雄
宮澤 美智雄（みやざわ みちお）は、日本の都市計画家で（財）社会開発総合研究所理事長歴任。国土審議会、建築審議会、都市計画中央審議会、経済審議会等に参加。世田谷区都市計画審議会会長など。

## 経歴
1953年東京大学工学部建築学科卒業。1955年東京大学大学院工学系研究科修士課程修了。1957年文部教官東京大学助手から建設省へ出向し都市計画行政に従事。1968年の新都市計画法策定時、土地利用担当の建設専門官で制度設計に中心的役割を果たし、区域区分制度適応に関し自治体指導を主導。その後国土庁大都市圏整備局計画官、同整備課長歴任。都市計画、地域計画の指揮、首都圏整備計画の確立にも尽力。
1991年財団法人社会開発総合研究所理事長に就任。2001年まで勤める。京圏における防災空間ネットワーク形成推進方策策定調査国土庁委員会委員長。線引き制度た開発許可制度の改革、地区計画制度の発展に行政支援に尽くす。
著書に「都市計画論集」（私家版、2003）「都市住宅の比較研究のための基礎調查報告書」、建設省五十年史Ⅱ（建設省五十年史編集委員会、社団法人建設広報協議会、1998）など。
2002年、日本都市計画学会賞受賞。